# Dactylolabis (Dactylolabis) longicauda
Dactylolabis (Dactylolabis) longicauda is een tweevleugelige uit de familie steltmuggen (Limoniidae). De soort komt voor in het Palearctisch gebied.